# 夏模様 (柏原芳恵の曲)
「夏模様」（なつもよう）は、1983年6月29日に発売された柏原芳恵の14枚目のシングル。

## 概要
作詞者の ”微美杏里” とは女優・歌手の藤真利子のペンネームで、イギリスの名女優ヴィヴィアン・リーをもじったものである。作曲はオフコースのメンバーだった松尾一彦が担当した。
オリコンチャートでの最高位は8位、シングル売上は約16万枚近くを記録した。オリコンチャートベスト10にチャートインした1000曲目のシングルである。
公称シングル売上は27万枚を記録。また、TBS系『ザ・ベストテン』での最高位は8位、日本テレビ系『ザ・トップテン』での最高位は5位であった。
この曲は笹峯愛によってカバーされ、1998年3月18日にシングルとして発売されている。

## 収録曲
- 全曲作曲：松尾一彦／編曲：萩田光雄

1. 夏模様 (4分23秒)
作詞：微美杏里
2. 坂道 (3分53秒)
作詞：山口薫